# Albert Gessmann
Albert Gessmann (18. ledna 1852 Vídeň – 7. července 1920 Prein a. d. Rax) byl rakousko-uherský, respektive předlitavský politik Křesťansko-sociální strany, v letech 1907–1908 ministr bez portfeje a v roce 1908 pak ministr veřejných prací Předlitavska.

## Biografie
Vystudoval historii a geografii na Vídeňské univerzitě, kde získal titul doktora filozofie. V roce 1870 nastoupil do archivnictví. V letech 1876–1903 působil jako knihovník v Univerzitní knihovně Vídeňské univerzity. Angažoval se i v politice. Zpočátku za Demokratickou stranu (Demokratische Partei). Byl předsedou jejího volebního výboru ve vídeňské čtvrti Neubau. V roce 1882 byl zvolen do vídeňské městské rady. Stal se spolupracovníkem Karla Luegera a spoluzakladatelem Křesťansko-sociální strany. Ve volbách do Říšské rady roku 1891 byl spolu s Luegerem zvolen za tuto formaci do Říšské rady (městská kurie, obvod Vídeň, VII. okres) a v roce 1896 i do dolnorakouského zemského sněmu, v němž působil v zemském výboru a zemské školské radě. V letech 1904–1905 patřil mezi hlavní aktivisty za všeobecné a rovné volební právo a prosazoval transformaci Předlitavska na národnostní stát s autonomním statutem pro jednotlivé etnické celky.
Vrchol jeho politické kariéry nastal počátkem 20. století, kdy se za vlády Maxe Becka stal nejprve v listopadu 1907 ministrem bez portfeje Předlitavska a pak ministrem veřejných prací Předlitavska v čele nově zřízeného rezortu (ministerstvo veřejných prací ustaveno 6. března 1908). Funkci ministra zastával v období 21. března 1908 – 15. listopadu 1908.
Mezitím byl trvale aktivní na parlamentní úrovni. Mandát v Říšské radě obhájil ve volbách do Říšské rady roku 1897 (všeobecná kurie, obvod Krems, Horn, Zwettl, Waidhofen), volbách do Říšské rady roku 1901 (městská kurie, obvod Vídeň-Neubau) a zvolen byl i ve volbách do Říšské rady roku 1907, konaných poprvé v systému rovného volebního práva, bez kurií, za obvod Dolní Rakousy 38. Zasedal zde do konce funkčního období sněmovny, tedy do roku 1911. Roku 1910 nastoupil na post předsedy poslaneckého klubu křesťanských sociálů na Říšské radě. Po porážce strany ve volbách do Říšské rady roku 1911 ovšem na funkci rezignoval a na jeden rok se stáhl i z vedení strany. V roce 1914 neúspěšně vládě navrhoval vznik federativního uspořádání Předlitavska na etnickém základě. Roku 1917 byl jmenován doživotním členem Panské sněmovny.